# Архитектура компьютера
Архитекту́ра компью́тера — это модель компьютерной системы, воплощённая в её компонентах, их взаимодействии между собой и окружением, включающая также принципы её проектирования и развития. Аспекты реализации (например, технология, используемые при создании памяти) не являются частью архитектуры

## Уровни организации
Большинство современных компьютеров состоит из двух и более уровней:

Схема, иллюстрирующая многоуровневую структуру компьютера

Уровень 0Цифровой логический уровень, это аппаратное обеспечение машины, состоящий из вентилей. См. также Логические элементы (защелки), триггеры, регистры.
Уровень 1Микроархитектурный уровень, интерпретация (микропрограммы) или непосредственное выполнение. Электронные схемы исполняют машинно-зависимые программы. Совокупность регистров процессора формирует локальную память. См. также арифметико-логическое устройство, устройство управления. Его задача — интерпретация команд уровня 2 (уровня архитектуры команд). В настоящее время на уровне архитектуры команд обычно находятся простые команды, которые выполняются за один цикл (таковы, в частности, RISCмашины).
Уровень 2Уровень архитектуры системы команд, трансляция (ассемблер).
Уровень 3Уровень операционной системы, трансляция (ассемблер). Это гибридный уровень: одна часть команд интерпретируется операционной системой, а другая — микропрограммой. См. также виртуальная память, файлы.
Уровень 4Уровень языка ассемблера, трансляция (компилятор). Четвертый уровень и выше используется для написания прикладных программ, с первого по третий — системных программ. Программы в удобном для человека виде транслируются на язык уровней 1-3.
Уровень 5Язык высокого уровня. Программы на языках высокого уровня транслируются обычно на уровни 3 и 4.

## История
Первая документально оформленная компьютерная архитектура содержится в переписке между Чарльзом Бэббиджем и Адой Лавлейс, в которой описывался механизм анализа. При создании компьютера Z1 в 1936 году Конрад Цузе в двух патентных заявках изложил свои будущие проекты. Два других ранних и значимых примера:
- Статья Джона фон Неймана 1945 года — первый проект отчета об EDVAC, в котором описана организация логических элементов.
- В том же 1945 году Алан Тьюринг представил предложение по созданию Электронного Калькулятора для Автоматического Вычислительного Двигателя, что впоследствии послужило основой для статьи Джона фон Неймана.

Термин «архитектура» в компьютерной литературе зародился благодаря работам Лило Р. Джонсона, Фридриха П. Брукса-младшего и Мохаммада Усмана Хана, сотрудников отдела машинной организации главного исследовательского центра IBM в 1959 году. Джонсону представилась возможность написать собственный отчет об исследовании суперкомпьютера Stretch, разработанного IBM в Лос-Аламосской национальной лаборатории. Чтобы описать уровень детализации обсуждения устройства, он отметил, что его описание форматов, типов команд, параметров и оперативных усовершенствований находилось на уровне «архитектуры системы» — термин, который оказался более полезным, чем «машинная организация».
Позднее Брукс, дизайнер Stretch, приступил к работе над второй книгой «Планирование компьютерной системы: проект Stretch» (изд. W. Buchholz, 1962), 
в которой он писал:
«Компьютерная архитектура, как и другая архитектура, — это искусство определения потребностей пользователя структуры, а затем проектирования для максимально эффективного удовлетворения этих потребностей в рамках экономических и технологических ограничений»
Брукс продолжал участвовать в разработке линейки компьютеров IBM System/360 (ныне называемой IBM zSeries), в которой «архитектура» стала термином, определяющим «то, что пользователь должен знать».
На ранних этапах компьютерная архитектура разрабатывалась на бумаге и непосредственно реализовывалась в аппаратной форме. Позже прототипы архитектур создавались в виде транзисторно-логических схем (TTL), например, прототипы 6800 и протестированный PA-RISC, которые корректировались перед переходом к окончательной аппаратной реализации. Начиная с 1990-х годов, новые компьютерные архитектуры, как правило, разрабатываются, тестируются и настраиваются с использованием симуляторов, либо реализуются в виде программных микропроцессоров на ПЛИС, либо с применением обоих подходов, прежде чем перейти к окончательной аппаратной форме.

## Классификация

### По типу применяемого процессора
- CISC (англ. complex instruction set computing) — архитектура с полным набором команд такова, что процессоры выполняют все команды, простые и сложные, за большое количество тактов, что в таких процессорах много команд, а современные компиляторы редко используют все команды;
- RISC (англ. reduced instruction set computing) — архитектура с сокращённым набором команд, которую процессоры, в целом, выполняют быстрее, чем при использовании архитектуры cisc, упрощает архитектуру и сокращает количество команд, но для выполнения сложной команды она состоит из набора простых, что увеличивает время выполнения команды (в большем количестве циклов). Современные risc-процессоры приближаются к классическим CISC-аналогам или даже превосходят их по внутренней сложности;
- MISC (англ. minimal instruction set computing) — Архитектура с сокращенным набором команд, которую процессоры обычно реализуют быстрее, чем при использовании архитектуры cisc, упрощает архитектуру и сокращает количество команд, но для выполнения сложной команды она состоит из набора простых команд, что увеличивает время выполнения команды (в большем количестве циклов). Современные risc-процессоры приближаются к своим классическим CISC-аналогам или даже превосходят их по внутренней сложности;
- VLIW (англ. very long instruction word — «очень длинная машинная команда») — архитектура с длинной машинной командой, в которой указывается параллельность выполнения вычислений. Такие процессоры получили широкое применение в цифровой обработке сигналов.

### По принципу разделения памяти
- Гарвардская архитектура — характерной чертой является разделение памяти программ и памяти данных;
- Фон Неймановская архитектура — характерной чертой является совместное хранение программ и данных.